# Sergi Belbel
Sergi Belbel i Coslado (Terrassa, 29 maggio 1963) è un drammaturgo spagnolo, attualmente direttore del Teatre Nacional de Catalunya.

## Biografia
Laureatosi in filologia catalana a Barcellona, si forma dal punto di vista teatrale nel Teatro dell'Universidad Autónoma de Barcelona.
Nel 1985 riceve il premio Marqués de Bradomín per la sua piece Caleidoscopios y faros de hoy (Caleidoscopi e fari di oggi) che va in scena l'anno successivo.
A partire da questo momento Belbel diventa rapidamente il giovane commediografo emergente di maggior valore in Spagna.
La sua attività teatrale si amplia dalla scrittura alla regia e, a partire dal 1988, è professore dell'Institut del Teatre de Barcelona (Istituto del Teatro di Barcellona).
Nel 1996 ottiene il Premio Nazionale di Letteratura nella sezione della drammaturgia per la sua opera Morir (Morire).
Nel 1997, dalla sua opera Carícies (Carezze) viene tratto un film omonimo, diretto dal regista catalano Ventura Pons.  Nel 2005 viene nominato direttore del Teatre Nacional de Catalunya.
Nel 2021 è insignito del Premi Sant Jordi de novel·la per il romanzo Morir-ne disset.

## Opere
Alcune opere di Sergi Belbel:
- Caleidoscopios y faros de hoy (1986)
- Minim-mal show (1987)
- Ópera (1988)
- Elsa Schneider (1989)
- En companyia d'abisme (1989)
- Talém (1990)
- Carícies (1991)
- Después de la Lluvia (1993)
- El temps de Plank (1999)
- Forasters (2005)
- A la Toscana (2007)